# Hörsel
Pour les articles homonymes, voir Hörsel (homonymie).
Hörsel est une commune allemande de l'arrondissement de Gotha en Thuringe. Elle a été formée le 1er décembre 2011 par la fusion des anciennes communes d'Aspach, Ebenheim, Fröttstädt, Hörselgau (siège de la nouvelle commune), Laucha, Machterstädt, Metebach, Teutleben, Trügleben et Weingarten.

## Géographie

Situation de la commune dans l'arrondissement de Gotha

Hörsel est située à l'ouest de l'arrondissement, dans la vallée de Hörsel, à la limite avec l'arrondissement de Wartburg, à 12 km à l'ouest de Gotha, le chef-lieu de l'arrondissement et à 15 km à l'est d'Eisenach.
Elle est constituée de onze villages (population en 2010) : Aspach (419), Ebenheim (239), Fröttstädt (408), Hörselgau (siège de la nouvelle commune) (1 203), Laucha (549), Machterstädt (1 035), Metebach (185), Teutleben (356), Trügleben (363) et Weingarten (157).
Communes limitrophes (en commençant par le nord et dans le sens des aiguilles d'une montre) : Haina, Friedrichswerth, Sonneborn, Goldbach, Gotha, Leinatal, Waltershausen et Hörselberg-Hainich.

## Histoire
La commune de Hörsel est née en 2011, elle avait été précédée en 1994 par une communauté d'administration qui regroupait les mêmes communes mais, étant passée sous la barre des 5 000 (limite minimale des communautés d'administration), elle a été transformée en commune rurale.
Le village de Mechterstädt est mentionné dès 775 sous le nom de villa Mehderstede dans un document faisant état de donations de terres à l'abbaye de Hersfeld par le roi Charles de Franconie. En 819 est mentionné Teutleben sous le nom de Teitilebu lors de la création d'un couvent de femmes.
Aspach est documenté en 932 lors de la donation de biens à l'abbaye d'Hersfeld par le roi Henri Ier de Germanie. Le village a été le siège d'une seigneurie jusqu'au XVIIe siècle et à l'extinction de la famille seigneuriale. Le village de Laucha apparaît en 1039 dans un document de la cour de Conrad II le Salique et Weingarten dans un document non daté de l'abbé Burchard de Fulda (1168-1176) au XIIe siècle.
Hörselgau est mentionné en 1215, lié à Ludwig von Hörselgau, maréchal de l'Ordre Teutonique à Acre tandis que Fröttstädt est mentionné en 1267 sous le nom de Vrutenstede, Trügleben en 1271 et Metebach en 1300.
Les onze villages de la commune ont fait partie du duché de Saxe-Cobourg-Gotha, Aspach, Teutleben et Trügleben appartenant à l'arrondissement de Gotha et les autres villages à celui de Waltershausen.

## Démographie
Commune de Hörsel dans ses limites actuelles :
| 1910   | 1933  | 1939  | 1995  | 2000  | 2005  | 2010  |
| ------ | ----- | ----- | ----- | ----- | ----- | ----- |
| 4 700, | 5 322 | 5 794 | 5 309 | 5 360 | 5 204 | 5 282 |

## Politique
À l'issue des élections municipales du 7 juin 2009, le Conseil municipal, composé de 20 sièges, est composé comme suit :
| Parti | Nombre de conseillers | Pourcentage de voix |
| ----- | --------------------- | ------------------- |
| CDU   | 7                     | 51,9 %              |
| FWH   | 5                     | 48,1 %              |

## Communications
La commune est desservie par la sortie 41A de l'autoroute A4 Francfort-sur-le-Main-Dresde et par la ligne ferroviaire Eisenach-Gotha-Erfurt du Thüringer Bahn aux gares de Fröttstädt et Mechterstädt.
Les villages de Mechterstädt, Teutleben, Aspach et Trügleben sont traversés par la route nationale B7 Eisenach-Gotha. Les routes régionales L1029 et L1025 assurent les liaisons nord-sud vers Beringen et Waltershausen.

## Personnalités liées à la ville
- Johann Friedrich Dübner (1802-1867), philologue né à Hörselgau.